# ابراهیم کریمی منجرموئی
ابراهیم کریمی منجرموئی (زادهٔ ۱۳۴۴ در لردگان) نمایندهٔ حوزهٔ انتخابیهٔ بروجن و لردگان در دورهٔ پنجم مجلس شورای اسلامی بوده‌است.